# Chloroclystis maculata
Chloroclystis maculata là một loài bướm đêm trong họ Geometridae.